# Ana, a Profetisa
Ana (em hebraico: חַנָּה; romaniz.: Ḥana; em grego: Ἄννα; romaniz.: Ánna), distinguida como Ana, a Profetisa, é uma mulher mencionada no Evangelho de Lucas. Segundo o relato, ela era uma judia idosa da Tribo de Aser que profetizou sobre Jesus no Templo de Jerusalém. Ela aparece em Lucas 2:36–38 durante a apresentação de Jesus no Templo.

## Relato bíblico

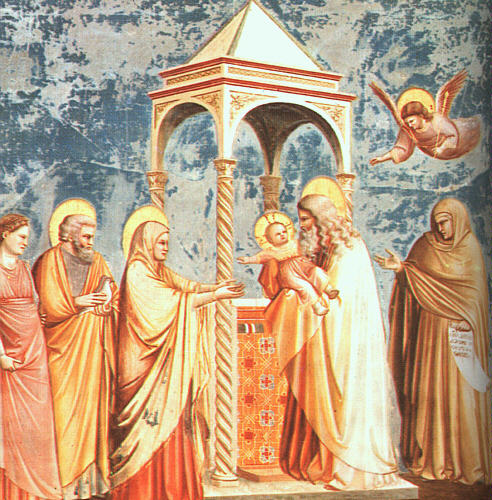
Ana na apresentação de Jesus (à direita, ao lado de Simeão), por Giotto di Bondone

A passagem que menciona Ana é a seguinte:
| “ | «Havia também uma profetisa, de nome Ana, filha de Fanuel, da tribo de Aser (era ela de idade avançada, tendo vivido com seu marido sete anos desde a sua virgindade e viúva de oitenta e quatro anos), que não deixava o Templo, mas adorava noite e dia em jejuns e orações. Esta, chegando na mesma hora, deu graças a Deus e falou a respeito do menino a todos os que esperavam a redenção de Jerusalém.» (Lucas 2:36–38) | ” |

Lucas descreve Ana como tendo "idade avançada". Muitas traduções e comentários (inclusive a Tradução Brasileira da Bíblia, utilizada aqui) citam explicitamente que ela tinha oitenta e quatro anos de idade.
O texto em grego é ambíguo e pode significar que ela tinha oitenta e quatro anos ou que foi uma viúva por este período. Alguns acadêmicos consideram que esta versão é a mais provável, o que implicaria que ela teria se casado com não mais de quatorze anos, o que indicaria que ela tinha 14 + 7 + 84 = 105 anos de idade. O que é certo, porém, é que Lucas queria deixar claro tratar-se de uma mulher muito velha.

## Tradições e veneração

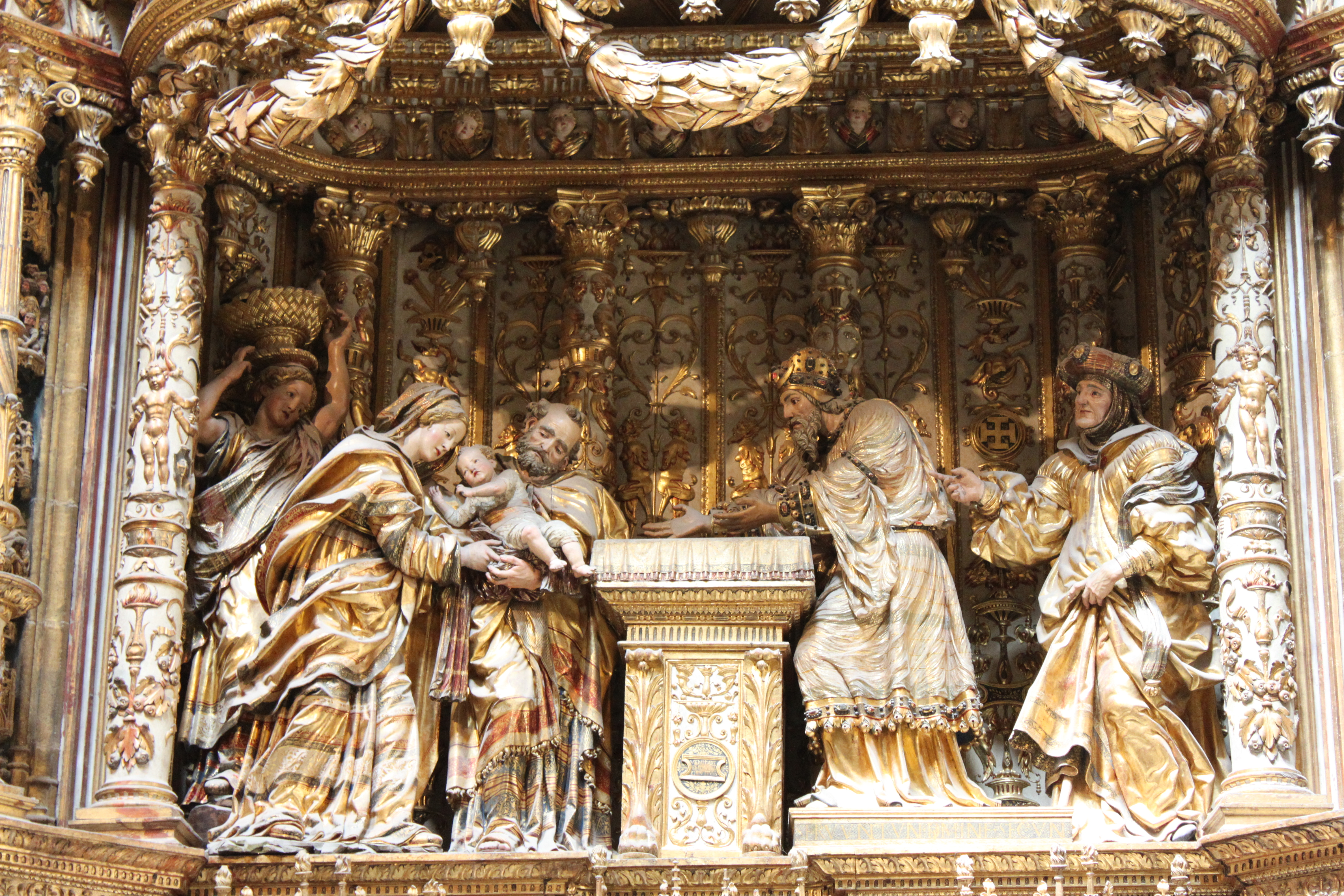
Cena da apresentação de Jesus no Templo em um altar da Catedral de Burgos, na Espanha - Ana é retratada à direita, perto de Simeão

A Igreja Católica e a Igreja Ortodoxa comemoram Ana como uma santa. A Igreja Ortodoxa consideram Ana e Simeão, o Recebedor de Deus, como os últimos profetas do Antigo Testamento e observa suas festas em 3 e 16 de fevereiro. Entre os católicos de rito bizantino, ambos são comemorados em 3 de fevereiro.
Ela está sempre presente nos ícones da "Apresentação de Jesus no Templo", junto com o Menino Jesus, Maria, José e Simeão. A tradição ortodoxa considera que Cristo encontrou seu povo, Israel, na pessoa dos dois profetas, Simeão e Ana. Ana geralmente aparece atrás de Maria, ou erguendo suas mãos a Cristo, mostrando-o como tal, ou segurando um rolo geralmente atribuído aos profetas na iconografia ortodoxa.